# هيلدا مارغريت بروس
هيلدا مارغريت بروس (بالإنجليزية: Hilda Margaret Bruce)‏، هي عالمة حيوان بريطانية، من مواليد الخامس من أبريل سنة 1903.
اشتهر هيلدا باكتشافها لما يعرف باسم تأثير بروس، الذي هو عبارة عن سلوك حيواني تمت ملاحظته عند العديد من أنواع القوارض، يتم عن طريق إفراز الفيرومون. قادها عملها المتعلق بالسيطرة على الخصوبة للحصول على ميدالية أوليفر بيرد.

## السيرة الذاتية
ولدت هيلدا بروس في 5 أبريل 1903، وتلقت تعليمها بمدرسة سانت ليوناردز. بحلول سنة 1923، بدأت هيلدا دراساتها العليا في كلية كينجز للنساء، حيث حصلت على شهادة البكالوريوس في العلوم المنزلية والاجتماعية، وأخرى في علم وظائف الأعضاء.
في سنة 1928، انضمت بروس إلى «المعهد الوطني للبحوث الطبية» الواقع بمنطقة هامبستيد. حيث كرست أولى أبحاثها لفهم فيتامين دي؛ كما نشرت أيضا المادة الأولى التي تصف خصائص تربية الهامستر الذهبي. في سنة 1933، تم توظيف بروس من قبل الجمعية الصيدلانية، حيث واصلت بحثها الذي تجريه على فيتامين دي. بحلول سنة 1941، تم تعيينها لإنشاء مختبر لزيت كبد سمك القد (الداجن). وفي سنة 1944، عادت مجددا إلى المعهد الوطني للبحوث الطبية، حيث قامت بصياغة وجبات متخصصة لحيوانات المختبر.
ابتداء من أوائل الخمسينيات، حولت بروس انتباهها صوب السلوك الجنسي للقوارض، وبصفة خاصة «تأثير ويتن». بحلول سنة 1959، نشرت أهم اكتشاف لها، والذي يسمى الآن باسم «تأثير بروس»، خسارة الحمل بعد التعرض لرائحة ذكر غير مألوف.
في سنة 1963، تقاعدت بروس من المعهد الوطني للبحوث الطبية، لكنها استمرت في البحث بدوام جزئي، على نحو مختلف على المغذيات، الإنماء والفيرومونات، بقسم الطب التحقيقي في كامبريدج. واصلت العمل في القسم حتى سنة 1973.
خلال سنواتها الأخيرة، استخدمت بروس إلى حد كبير كرسيا متحرك، بعد تفاقم إصابتها بالتهاب المفاصل الروماتويدي منذ سنة 1942.

## تأثير بروس
خلال سنوات الخمسينيات، درست بروس السلوك الجنسي عند فئران المختبر، مع التركيز على التزامن النزوي (تأثير ويتن). في إحدى التجارب، ضمت إناث حوامل حديثا مع فئران ذكور لم يكن ساي منها والد الجنين المحل. نتيجة لذلك، إرتفع معدل لإجهاض التلقائي لدى هذه الإناث، التي عادت في وقت لاحق للدورة النزوية والتزاوج مع ذكر جديد. لكن عندما وضعت الإناث الحوامل مع فئران ذكور أحدث أو مخصات،  لم تحدث أي زيادة في معدلات الإجهاض.
ساعدها زميلها آلان باركس، الذي كان قد وظفها في المعهد الوطني للبحوث الطبية في سنة 1944،  على متابعة النتائج الأولية التي أدت في نهاية المطاف إلى هذا الاكتشاف.

## المعهد الوطني للبحوث الطبية
بعد عزل فيتامين دي النقي في سنة 1931، عملت بروس بالتعاون مع أسكو، فيلبوت وبستر في قسم المعايير البيولوجية، لتحديد استقرار المادة النقية.
في هذا الوقت، عملت بروس أيضا مع الدكتور كالو في قسم علم وظائف الأعضاء، الصيدلة والكيمياء الحيوية، لتحديد تأثير الشفاء لفيتامين دي عند الفئران المصابين بالكساح.